# Włodzimierz Wiśniewski (powstaniec warszawski)
Włodzimierz Wiśniewski, ps. Szczerba (ur. 11 sierpnia 1927 w Łomży, zm. 30 stycznia 2022) – polski działacz konspiracji niepodległościowej w czasie II wojny światowej, uczestnik powstania warszawskiego w szeregach Batalionu „Chrobry I”. Honorowy Obywatel Miasta Lipna.

## Życiorys

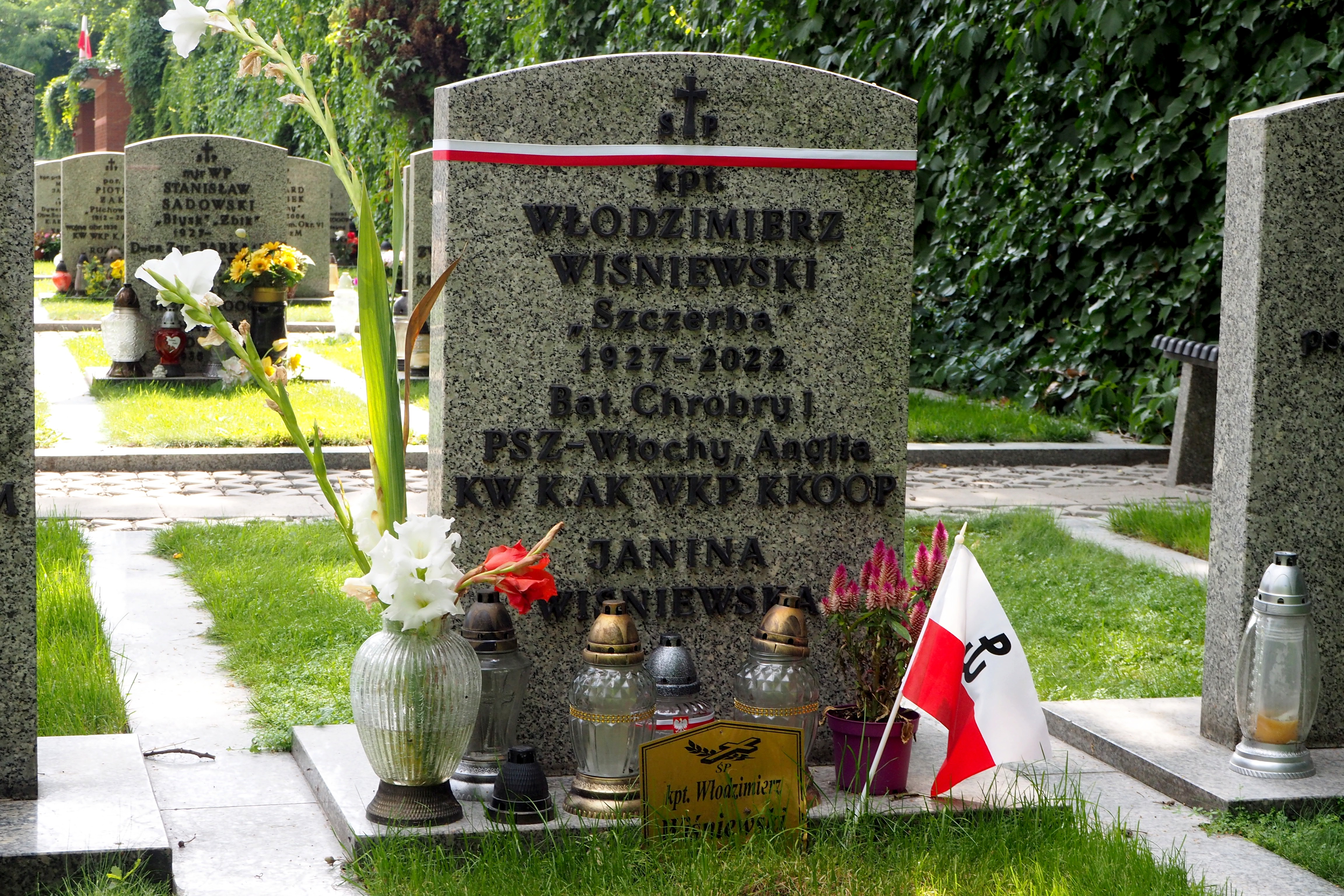
Grób Włodzimierza Wiśniewskiego na cmentarzu Wojskowym na Powązkach w Warszawie

Urodził się w rodzinie Józefa i Marii z domu Cis. Miał siostrę Halinę (ur. 1922) i brata Tadeusza (ur. 1924). Jego ojciec walczył w Legionach, zaś w dwudziestoleciu międzywojennym był zawodowym żołnierzem. Służył m.in. w Łomży, gdzie na świat w 1927 przyszedł Włodzimierz. Józef Wiśniewski na wojskową emeryturę przeszedł w 1936 i wtedy też Wiśniewscy powrócili do rodzinnego Jastrzębia. 
Podczas okupacji niemieckiej rodzina Wiśniewskich zaangażowana była w organizację konspiracji niepodległościowej w ramach Związku Walki Zbrojnej na terenie Lipna. Od 1940 jego ojciec był komendantem ZWZ w powiecie lipnowskim. Włodzimierz Wiśniewski w ramach działalności konspiracyjnej brał udział w przekazywaniu meldunków i prowadzeniu obserwacji. Po aresztowaniu ojca w sierpniu 1942 i jego wykupieniu z aresztu, rodzina przeniosła się do Warszawy, gdzie Włodzimierz Wiśniewski do wybuchu powstania ukrywał się pod fałszywym nazwiskiem (Władysław Malinowski). W Warszawie kształcił się jako uczeń tajnych kompletów w Szkole Handlowej Dudzińskiego przy ul. Zielnej 19 i kontynuował działalność konspiracyjną wstępując do Szarych Szeregów. Uczestniczył w znakowaniu afiszy, zrywaniu afiszy propagandowych, śledzeniu niemieckich agentów, dostarczaniu rozkazów i meldunków, roznoszeniu listów oraz akcjach ulotkowych. W marcu 1944 otrzymał przydział do Batalionu Chrobry I, w ramach którego walczył także w powstaniu warszawskim. Uczestniczył m.in. w ataku na Pocztę Główną Towarową oraz walkach o Hale Mirowskie. Po kapitulacji był jeńcem Stalagu 344 Lamsdorf, a następnie Stalagu XVIII C Markt Pongau oraz w obozie VII A w Keisersteinbruck, Komando Kaprun. Wyzwolony przez wojska amerykańskie 3 maja 1945. Od sierpnia 1945 służył w Polskich Siłach Zbrojnych we Włoszech i Wielkiej Brytanii (zdemobilizowany 17 maja 1947). 
Do Polski powrócił 26 maja 1947. W 1948 uzyskał małą maturę, zaś w 1951 ukończył Liceum Wodno-Melioracyjne w Gdańsku, uzyskując dyplom technika. Następnie  pracował w Oddziale Państwowego Instytutu Hydrologicznego w Słupsku. Przez kilka miesięcy był kierownikiem Stacji Hydrologicznej w Tczewie. Od 1955 przez kolejne 42 lata był pracownikiem Instytutu Meteorologii i Gospodarki Wodnej w Warszawie. W 1961 uzyskał dyplom inżyniera melioracji ze specjalnością budowli małych cieków na Wydziale Melioracji Wodnych Szkoły Głównej Gospodarstwa Wiejskiego w Warszawie. Na emeryturę przeszedł w 1992.
17 września 2014 został wyróżniony tytułem Honorowego Obywatela Miasta Lipna. 
Od 1959 był mężem Janiny z domu Czarnopyś. Mieli jednego syna (ur. 1962). 
Zmarł 30 stycznia 2022, pochowany na cmentarzu Wojskowym na Powązkach (kwatera D 18-L06-4).

## Ordery i odznaczenia
- Krzyż Kawalerski Orderu Odrodzenia Polski
- Krzyż Walecznych
- Medal Wojska
- Krzyż Partyzancki
- Warszawski Krzyż Powstańczy[6]
- Krzyż Armii Krajowej
- Medal za Warszawę 1939–1945
- Medal Stulecia Odzyskanej Niepodległości (2021)[7]
- Złota Odznaka honorowa „Za Zasługi dla Warszawy”
- Odznaka pamiątkowa „Syn Pułku”

Źródło:.